# Тенсона
Тенсо́на или тенцона (фр. tenson, прованс. окс. tenso, от лат. tensio) — форма провансальской лирики, носившая у трубадуров также название contensio, partimen, jocz-partitz, tornayamen, у труверов — partura или jeu-parti. Все эти названия означают состязание, борьбу.
Тенсона — поэтический диалог между двумя или несколькими поэтами; чередующиеся строфы, иногда двустишия, иногда и отдельные стихи одинакового строения (размера и рифмы) излагают противоположные мнения об известном предмете. Иногда это был действительный и импровизированный стихотворный спор; иногда вопросы и ответы, доводы и возражения пересылались от одного поэта к другому. При некоторых стихотворениях, дошедших до нас, сохранились имена и решения судей. Вопросы, составлявшие предмет спора и часто остававшиеся нерешенными, относились неизменно к области любви и ухаживания. Иные тенсоны заключают взаимные жалобы влюбленных. Иногда тенсоны, составленные двумя действительными противниками или врагами, переходят в сатирические обличения и резкости; так, в тенсоне, участниками которой являются трубадур Раймбаут де Вакейрас и маркиз де Маласпина, поэт после ряда взаимных ядовитых упреков обращается в заключение к маркизу: «Вы человек бесчестный; единственные ваши средства — предательства и вероломства; вы губите тех, кто служил вам; вы также неверны в дружбе, как бессильны бороться с оружием соседей». Если в тенсоне принимало участие более двух спорщиков, получался торнейамен (турнир); если трубадур, предлагающий спор, брался отстаивать по выбору противника тезис или его отрицание, то слагался партимен, или джок-партит.